# Severokorejská krize 2017–2018

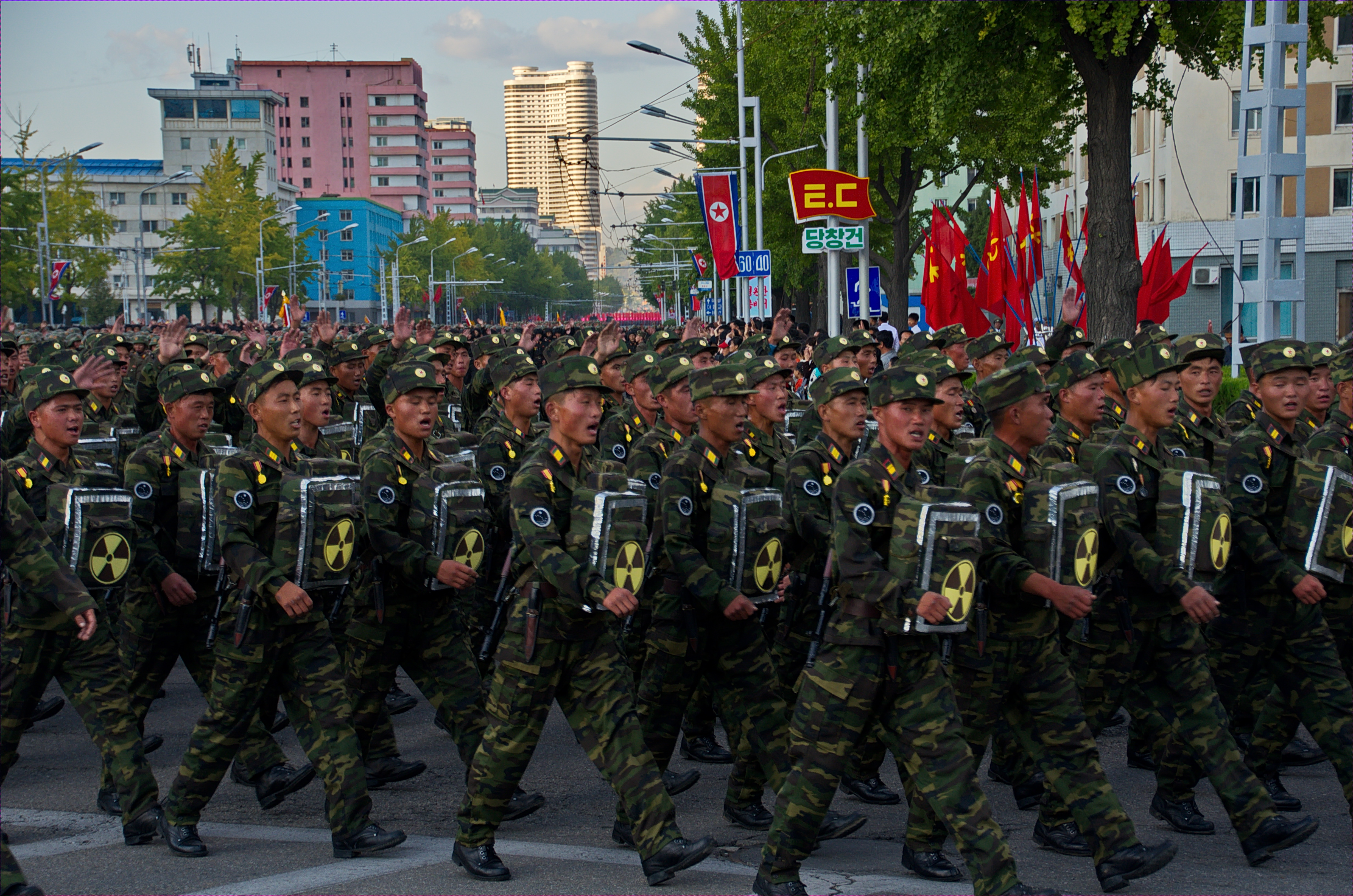
Vojenská přehlídka v Pchjongjangu

Severokorejská krize 2017–2018 byla mezinárodní krize vyvolaná tím, že Severní Korea pod vedením nejvyššího vůdce Kim Čong-una pokračovala s dalšími raketovými a jadernými testy, aby ukázala schopnost země vypustit balistické rakety mimo její oblast. Spojené státy americké a Jižní Korea na tyto raketové a jaderné testy reagovaly společným vojenským cvičením, což v srpnu 2017 vyvolalo mezinárodní krizi.

## Program jaderných zbraní
Ve svém projevu 2. ledna 2017 Kim Čong-un, vůdce Severní Koreje uvedl, že země se nachází v poslední fázi příprav na testování mezikontinentálních balistických raket. Dne 3. května zveřejnila Severní Korea neobvykle ostrou kritiku Číny, svého hlavního spojence, v které uvedla, „Je třeba jasně pochopit, že přístup Korejské lidově demokratické republiky k jaderným zbraním nezbytným pro existenci a rozvoj země nelze změnit“. Kim Čong-un také zmínil, že se „nikdy nebude doprošovat udržení přátelství s Čínou, pokud by to ohrožovalo jaderný program Korejské lidově demokratické republiky, který je stejně důležitý jako její vlastní život, bez ohledu na cenu přátelství s Čínou“. Upozornil Čínu, aby se dále nesnažila zkoušet limity trpělivosti jeho země. Dne 3. září 2017 v rámci Severokorejského jaderného programu země otestovala vodíkovou bombu, která způsobila zemětřesení o magnitudě 6,3.